# 马礼劳
马礼劳（英語：Marilao）是菲律宾北部布拉干省的一个主要城市。根据2015年人口普查结果，此地共有221,965人。
此地处于馬尼拉大都會延伸区域，距马尼拉22（14英里）。